# 1764
1764 (MDCCLXIV) a fost un an bisect al calendarului gregorian, care a început într-o zi de sâmbătă.

## Evenimente
Madéfalvi mészárlás 
Sunt uciși 200 de secui, printre care femei și copiii.

## Arte, științe, literatură și filozofie
- În Dictionnaire philosophique, Voltaire aduce argumente împotriva conceptului creștin marele lanț al vieții (Scala naturæ⁠(d)).
- Lagrange explică fenomenul de librație lunară.
- Robert Whytt⁠(d) publică Nervous, Hypochondriac or Hysteric Diseases, considerat primul tratat modern de neurologie.[1]

## Nașteri
- 13 martie: Charles Grey, politician englez (d. 1845)

## Decese
- 9 martie: Petru Pavel Aron (n. Petru Aron), 55 ani, cleric și cărturar român (n. 1709)